# Ай-Фока (гора)

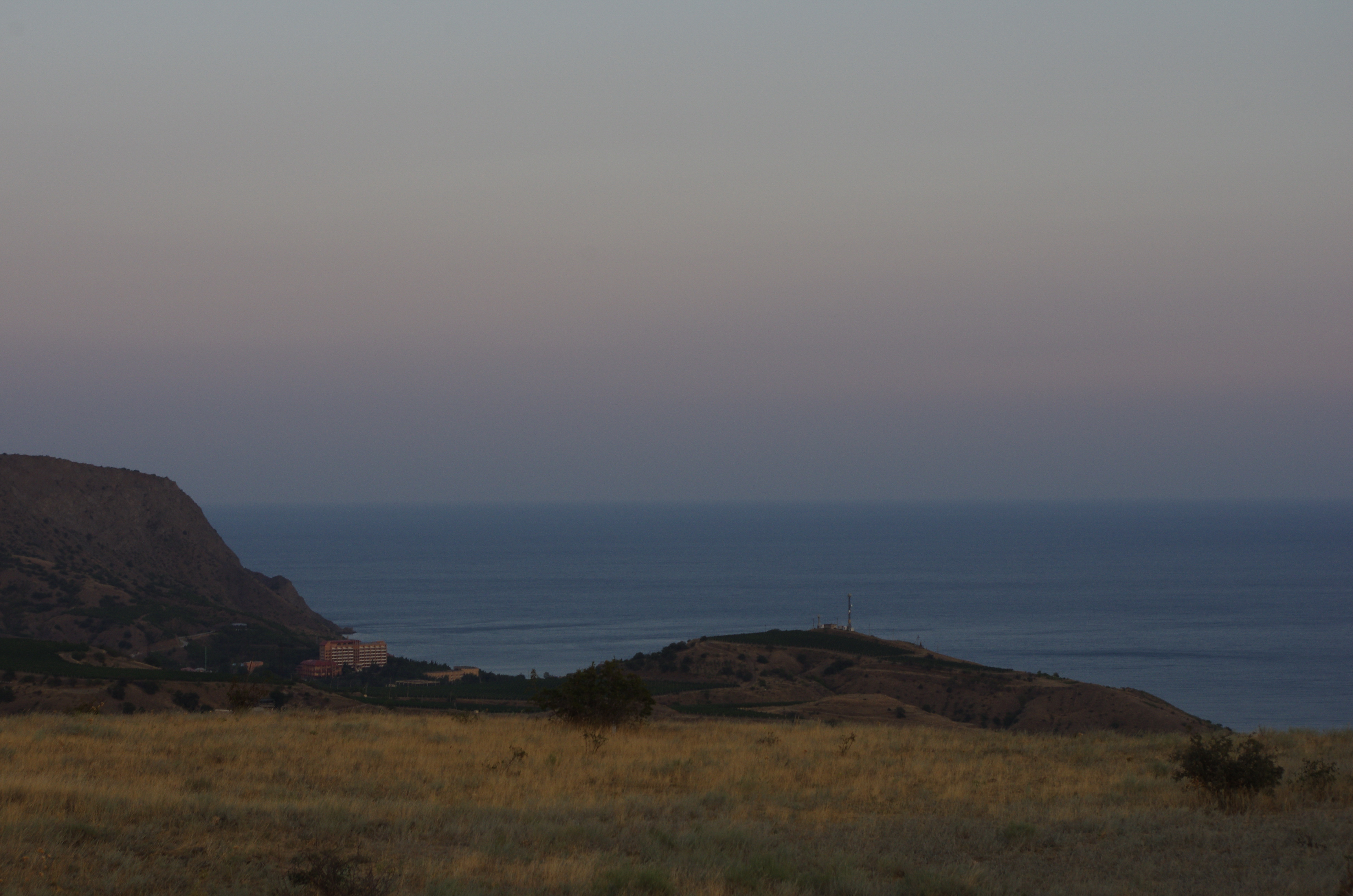
Гора Ай-Фока на карті.

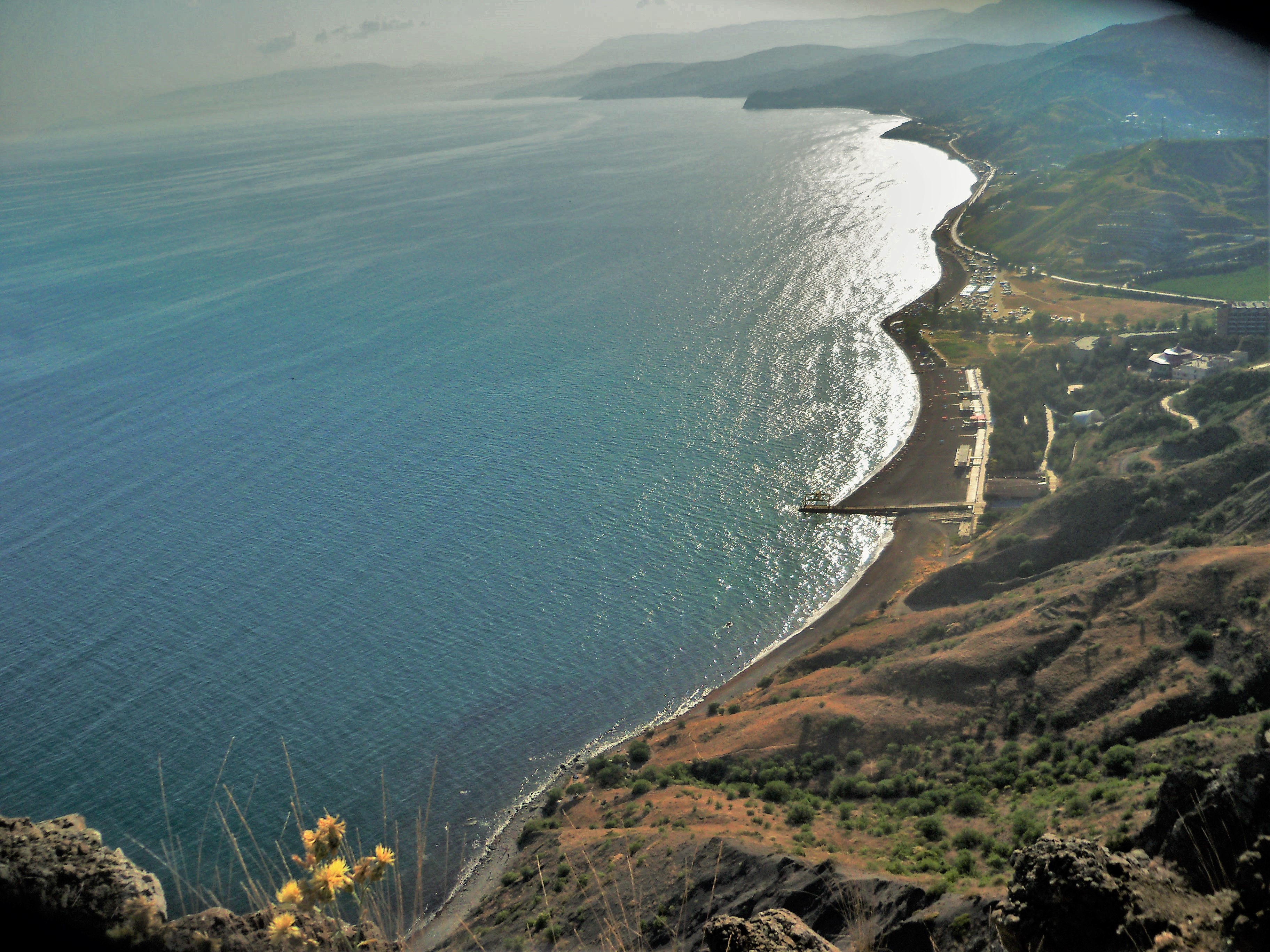
Гора Ай-Фока на фото с. Морське з г.Папая-Кая.

Ай-Фока (грец. Святий Фока) — у Криму — гола гора з плоскою вершиною і зрита яружними схилами. У межиріччі рр. Ворон і Шелен, біля берега Чорного моря.